# Epepeotes jeanvoinei
Epepeotes jeanvoinei är en skalbaggsart som beskrevs av Maurice Pic 1935. Epepeotes jeanvoinei ingår i släktet Epepeotes och familjen långhorningar. Inga underarter finns listade i Catalogue of Life.